# Marathon van Houston 1998
De Marathon van Houston 1998 (ook wel Methodist Health Care Houston) vond plaats op zondag 18 januari 1998. Het was de 26e editie van deze marathon.
De wedstrijd bij de mannen werd gewonnen door de Keniaan Stephen Ndungu in 2:11.23. Hij won hiermee $25.000 aan prijzengeld. Bij de vrouwen was de Amerikaanse Gwynneth Coogan het snelste. Zij zegevierde in 2:33.37 en streek hiermee zelfs $30.000 aan prijzengeld op. Met haar overwinning was ze ruim twee minuten sneller dan haar landgenote Kim Jones.
In totaal finishten er 4459 lopers de wedstrijd, waarvan 1351 vrouwen.

## Uitslagen

### Mannen
| rang   | naam               | land | tijd    |
| ------ | ------------------ | ---- | ------- |
| Goud   | Stephen Ndungu     | KEN  | 2:11.23 |
| Zilver | Samson Maritim     | KEN  | 2:13.37 |
| Brons  | Gideon Mutisya     | KEN  | 2:14.18 |
| 4      | Joel Onwon'ga      | KEN  | 2:14.42 |
| 5      | Andrew Musuva      | KEN  | 2:15.28 |
| 6      | Gregorio Dominquez | MEX  | 2:15.48 |
| 7      | Bedaso Turbe       | ETH  | 2:16.29 |
| 8      | Andrey Kuznetzov   | RUS  | 2:16.45 |
| 9      | Ceslovas Kundrotas | LTU  | 2:17.51 |
| 10     | Wynston Alberts    | USA  | 2:19.45 |
| 11     | Roberto Pedro Dias | BRA  | 2:22.29 |
| 12     | Tesfaye Bekele     | ETH  | 2:25.20 |
| 13     | Ramiz Taipi        | YUG  | 2:26.02 |
| 14     | Yuriy Pavlov       | RUS  | 2:28.05 |
| 15     | Morgan Sithole     | ZIM  | 2:28.19 |
| 16     | Martin Ndivheni    | RSA  | 2:28.31 |
| 17     | Yuriy Mikhailov    | RUS  | 2:28.59 |
| 18     | Ruben Hinojosa     | MEX  | 2:29.27 |
| 19     | Charles Crabb      | USA  | 2:29.34 |
| 21     | Sergey Yanenko     | UKR  | 2:31.59 |
| 23     | Joe Flores         | USA  | 2:33.15 |
| 25     | Eddy Hellebuyck    | BEL  | 2:33.36 |

### Vrouwen
| rang   | naam              | land | tijd    |
| ------ | ----------------- | ---- | ------- |
| Goud   | Gwynneth Coogan   | USA  | 2:33.37 |
| Zilver | Kim Jones         | USA  | 2:35.44 |
| Brons  | Linda Somers      | USA  | 2:38.52 |
| 4      | Julia Kirtland    | USA  | 2:40.09 |
| 5      | Maria Trujillo    | USA  | 2:40.31 |
| 6      | Ann Schaefers     | USA  | 2:40.40 |
| 7      | Joy Smith         | USA  | 2:41.42 |
| 8      | Jeanne Peterson   | USA  | 2:41.51 |
| 9      | Debbi Kilpatrick  | USA  | 2:42.32 |
| 10     | Kelly Ramacier    | USA  | 2:42.43 |
| 11     | Marie Boyd        | USA  | 2:43.51 |
| 12     | Karen Peterson    | USA  | 2:43.58 |
| 13     | Patty Valadka     | USA  | 2:44.33 |
| 14     | Amy Manson        | USA  | 2:45.42 |
| 15     | Karen Killeen     | USA  | 2:47.00 |
| 16     | Julie Bowers      | USA  | 2:47.22 |
| 17     | Rachel Cook       | USA  | 2:47.44 |
| 18     | Jill Hargis       | USA  | 2:47.50 |
| 19     | Kristin Cobb      | USA  | 2:49.00 |
| 20     | Kimberly Markland | USA  | 2:49.47 |
| 21     | Claudia Kasen     | USA  | 2:49.48 |
| 22     | Mary Sweeney      | USA  | 2:49.55 |
| 23     | Miranda Shapiro   | USA  | 2:50.12 |
| 24     | Sharon Stubler    | USA  | 2:53.21 |

1972 ·
1973 ·
1974  ·
1975 ·
1976 ·
1977 ·
1978 ·
1979 ·
1980 ·
1981 ·
1982 ·
1983 ·
1984 ·
1985 ·
1986 ·
1987 ·
1988 ·
1989 ·
1990 ·
1991 ·
1992 ·
1993 ·
1994 ·
1995 ·
1996 ·
1997 ·
1998 ·
1999 ·
2000 ·
2001 ·
2002 ·
2003 ·
2004 ·
2005 ·
2006 ·
2007 ·
2008 ·
2009 ·
2010 ·
2011 ·
2012 ·
2013 ·
2014 ·
2015 ·
2016 ·
2017